# Trindade (Pernambuco)
Trindade è un comune del Brasile nello Stato del Pernambuco, parte della mesoregione del Sertão Pernambucano e della microregione di Araripina.